# Конрой, Виктория
Виктория Мария Луиза Хэнмер (англ. Victoria Maria Louisa Conroy Hanmer, в девичестве Конрой (англ. Conroy), 12 августа 1819 — 9 февраля 1866) — дочь Джона Конроя, служившего при герцогине Кентской и принцессе Виктории, будущей королеве Великобритании. Была дружна в юности с принцессой Викторией. Вышла замуж за сэра Виндхема Эдварда Хэмнера.

## Жизнь
Виктория вместе с братьями и сёстрами была из тех немногих детей, с которыми было разрешено общаться молодой принцессе Виктории Кентской, будущей королеве Великобритании. Виктория Кентская выросла под пристальным присмотром матери и сэра Джона Конроя, отца Виктории. Молодые девушки часто виделись и в юности были подругами, навещая друг друга в Кенсингтонском дворце или же в доме Джона Конроя.
Виктория была на несколько месяцев младше принцессы. Согласно историку Кароли Эриксон, Виктория Конрой была «выше и красивее принцессы Кентской, с тёмными карими глазами и правильными чертами лица». Принцессе нравилось общество Виктории Конрой, однако она считала, что та доносит об их встречах Джону Конрою. В своих дневниках Виктория Кентская называла свою подругу «Мисс В. Конрой». Джон Конрой настаивал на том, что когда принцесса Кентская взойдет на престол, то обязательно должна была наградить его дочерей, Викторию и Джейн, материально и сделать фрейлинами. Принцессе не нравилось, что Джон Конрой часто ставил своих дочерей выше неё самой. Кароли Эриксон писала, что Виктория Конрой имела «теплое и дружественное расположение к принцессе, считая её слишком одинокой, а принцесса не слишком её любила и тем более не доверяла ей».
После того, как Виктория стала королевой, она оказывала некоторую финансовую поддержку детям Джона Конроя. 10 марта 1842 года Виктория Конрой вышла замуж за сэра Виндхема Эдварда Хэмнера, 4-го баронета. У них был один сын, сэр Эдвард Джон Генри Хэмнер, 5-й баронет (1843—1893). Скончалась 9 февраля 1866 года.